# 王国强 (1960年)
王国强（1960年3月—），男，中华人民共和国政治人物，中共凤城市委原书记，2012年4月24日携妻子丹东海关主任科员谭某从沈阳桃仙国际机场私自出境前往美国。王国强存在收受贿赂、违规持有因私护照、非法擅自出境、违规入股投资从事营利性活动等违纪违法行为和生活作风问题。

## 生平
王国强1983年8月参加工作，1984年12月加入中国共产党，在职研究生学历，学士学位。2008年起任辽宁省丹东市下辖的凤城市市委书记。2012年3月，王国强在“海德供热事件”调查后，被调往丹东市一项目建设指挥部任职。

### 海德供热事件
2004年转制为“丹东凤城海德热电有限公司”的凤城市热电厂，负责对王国强任市委书记的凤城市实施冬季集中供热，供热面积达254万平方米，占凤城市城区的80%；供暖用户达1.9万户。在2011年至2012年冬季，海德供热频繁出现设备故障的情况，造成凤城市大面积供暖中断，引发居民不满。特别是2012年春节期间，仍出现停止供热的情况。在供热用户投诉后，海德热电未予回应。随后，中共辽宁省纪委监察厅对海德热电进行调查，王国强被调离中共凤城市委书记一职。

### 私自离境
2010年7月，王国强以赴美国参加女儿毕业典礼的理由提出申请并办理了因私护照，但最终未能成行。2012年3月，王国强在美国驻沈阳总领事馆办理了赴美签证。
2012年4月24日，王国强与在丹东海关任主任科员的妻子谭某从沈阳桃仙国际机场离境前往美国。4月28日，中共辽宁省纪委对王国强立案调查；同月，王国强被免去凤城市市委书记职务。5月2日，丹东电视台报道了王国强私自离境一事。5月28日，王国强所涉案件移交检察机关。8月15日，经中共辽宁省委批准，辽宁省纪委决定开除王国强的中共党籍和政府公职。
2012年8月，有传言称作为裸官的王国强在4月至5月间携带人民币2亿元巨款私自离境，引起舆论关注。中共丹东市委宣传部表示，王国强系辽宁省省管干部，丹东市无权管辖。
王国强逃亡到美国后，为了防止被中国相关部门发现和被美国相关部门抓获，致使夫妻不敢用护照，有病不敢就医，与国内亲人不敢联络，与美国的同学和朋友不敢联系。在乘坐交通工具方面，他也只能乘坐可以不使用护照的灰狗巴士。而他所居住的合租屋条件相对差劣。

### 自首与审判
2014年12月22日，王国强回国自首。
2017年1月23日，辽宁省沈阳市中级人民法院一审以受贿罪、巨额财产来源不明罪判处王国强有期徒刑8年，并处罚金人民币90万元；扣押在案的受贿所得赃款以及巨额财产来源不明的非法所得予以没收，上缴国库。